# Пушистоспайник длиннолистный
Пушистоспа́йник длинноли́стный (лат. Eriosynāphe longifōlia) — многолетнее травянистое растение; вид рода Пушистоспайник (Eriosynaphe) семейства Зонтичные (Umbelliferae).

## Ботаническое описание
Стержнекорневое многолетнее травянистое растение высотой 60—80 (до 100) см.
Стебель сизо-зелёный, округлый, тонкоребристый, обычно от середины ветвистый, в нижней части слегка коричневатый.
Листья жёсткие, прикорневые — широкотреугольные в очертании, трижды перисто-рассечённые с узкими линейными по краям гладкими конечными сегментами, верхние листья редуцированы до вздутых стеблеобъемлющих влагалищ.
Соцветия — сложные зонтики с длинными, многочисленными (обычно 5-9, иногда до 20) лучами, центральный зонтик из обоеполых цветков, боковые зонтики из тычиночных цветков, бесплодные, превышают центральный. Обёрток и обёрточек нет. Лепестки зеленовато-жёлтые.
Плоды тёмно-коричневые, длиной до 9 мм, мерикарпии с тремя острыми средними рёбрами, краевые рёбра зубчатые, расширенные, по спайке опушённые. После отцветания и плодоношения образует «перекати-поле».

## Распространение и местообитание
Восточноевропейско-среднеазиатский галофильно-степной вид. В европейской части ареала встречается на Украине, в Воронежской, Ростовской, Волгоградской, Саратовской, Самарской, Оренбургской областях, Калмыкии и Ставропольском крае. Произрастает также в Предкавказье и на северо-западе Средней Азии.
Лимитирующие факторы — интенсивный выпас скота, вытаптывание, распашка территории, ранневесенние палы.

## Образ жизни
Цветёт в июне. Размножается семенами. Южно-степной полупустынный вид, растущий в равнинных (плакорных) ковыльных, типчаково-ковыльных и полынно-типчаково-ковыльных степях, преимущественно на каменистых, нередко также на глинистых или карбонатных почвах, иногда на обнажениях мела.

## Охранный статус

### В России
В России вид входит в Красную книгу России и Красные книги Волгоградской, Воронежской, Оренбургской, Ростовской, Самарской и Саратовской областей, а также республики Калмыкия и Ставропольского края. Растёт на территории нескольких особо охраняемых природных территорий России.

### На Украине
Решением Луганского областного совета № 32/21 от 03.12.2009 г. вид входит в «Список регионально редких растений Луганской области».